# Зеландська Вікіпедія
Зеландська Вікіпедія (зел. Zeêuwstaelihe Wikipedia) — розділ Вікіпедії зеландською мовою. Створена у 2005 році. Зеландська Вікіпедія станом на 26 березня 2025 року містить 6532 статті, 14 476 зареєстрованих користувачів, 21 активного дописувача, 3 адміністраторів
. Загальна кількість сторінок в зеландській Вікіпедії — 12 512, редагувань — 154 556, завантажених файлів — 1
. Глибина (рівень розвитку мовного розділу) зеландської Вікіпедії дуже мала і становить лише 10.4 пунктів
. 

## Історія
- Червень 2007 — створена 100-та стаття[3].
- Серпень 2011 — створена 1 000-на стаття[3].
- Січень 2012 — створена 2 000-на стаття[4].